# Йоан ван Горн
Йоан ван Горн (нід. Joan van Hoorn; 16 листопада 1653 — 21 лютого 1711) — сімнадцятий генерал-губернатор Голландської Ост-Індії.

## Біографія
Йоан ван Горн був сином багатого амстердамського виробника пороху Пітера ван Горна і Сари Бессельс, онуки Герарда Рейнста. 22 грудня 1662 року Пітера ван Горна було призначено надзвичайним радником при Раді Індій, а 16 квітня наступного року він разом з родиною, включно з малим Йоаном, відправився в Батавію.
Влітку 1666 року Йоан в супроводі батька і інших купців відправився в дипломатичну місію до Пекіна. Метою місії було встановлення торгових відносин з Китаєм. Вони везли перець, сандал і подарунки на 100 000 гульденів. Експедиція висадилась в порту Фучжоу. Там вона чекала до зими, і, коли бюрократичні проблеми були владнані, рушила до імператорського двору, минаючи Наньпін, Ханчжоу, Сучжоу і Ліньцин. Нарешті, 13-літній імператор Сюаньє прийняв делегацію. Була укладена домовленість про торгівлю в Гуанчжоу, однак загалом мета, поставлена перед делегацєю, не була виконана.
Йоан ван Горн в цей час швидко рухається кар'єрною драбиною: в 1678 він стає секретарем при уряді, 11 серпня 1682 він стає надзвичайним радником при Раді Індій. Він двічі відправляється в Бантам як посланець, а в 1682 створює тогівельну місію в Китаї. 
В 1691 році він стає генеральним директором і одружується на Анні Струїс. На жаль, вона померла через рік, встигнувши народити дочку Петронеллу Вільгельміну, і ван Горн повторно одружується, тим разом на Сюзанні, дочці шістнадцятого генерал-губернатора Віллема ван Аутгорна.
В 1704 році він призначається новим генерал-губернатором. Однак він відмовляється від посади, і вимагає спершу призначити в уряд Матеуса де Хаана, Гендріка Звардекроона і Віллєма Маттіса де Ру. Його вимогу задовольняють, і 15 серпня 1704 він приймає повноваженя.
В перші роки його керівництва на Яві відбувалася війна за спадщину Аманґкурата II. В 1705 році він укладає договір з Матарамом, за яким Компанія взяла під контоль Західну Яву. Під його керівництвом значно зростає кількість плантацій кави.
16 листопада 1706 року після смерті Сюзанни, ван Горн одружується втретє, цим разом на Йоханні, старшій дочці Авраама ван Рібека.
2 березня 1708 року він, за власним бажанням, складає свої повноваження на користь тестя. Незважаючи на його прохання залишитись в Ост-Індії, керівництво компанії викликає його до Амстердаму. Він був нагороджений золотим медальйоном, купив дім біля Херенграхтського каналу і помер через пів року після повернення, 21 лютого 1711 року.
За своє життя Йоан ван Горн накопив величезні статки. Історик Франсуа Валентайн ввавжав його найбагатшим серед генерал-губернаторів. які існували на той час.